# Al-Hilal Al-Sahel SC Port Sudan
|  | Aquest article tracta sobre el club de futbol de Port Sudan (Sudan). Vegeu-ne altres significats a «Al-Hilal». |

L'Al-Hilal Al-Sahel SC Port Sudan (àrab: هلال الساحل, Hilāl as-Sāḥil) és un club de futbol sudanès de la ciutat de Port Sudan. Al-Hilal significa «el Creixent».

## Palmarès
- Lliga sudanesa de futbol[2]
  - 1992
- Copa sudanesa de futbol[3]
  - Finalista: 1991, 1995